# حماد الحراني
أبو الثناء حَماد بن هبة الله بن حماد بن فضيل الحَرَّاني (511 - 598 هـ / 1117 - 1202 م) هو مؤرخ وشاعر، من أهل حران.
كان تاجراً كثير الأسفار وكان من حفظة الحديث. توفي بحران. صنف كتاب «تاريخ حران».